# Sovereign
Pour plus de détails, voir Fiche technique et Distribution.
Sovereign est un film américain réalisé par Christian Swegal et sorti en 2025. Il s'agit d'une adaptation des évènements survenus à West Memphis en 2010 impliquant Jerry Kane et son fils Joe, se présentant comme des citoyens souverains.
Le film est présenté au festival du film de Tribeca.

## Synopsis
Jerry Kane et son fils Joe s'identifient comme des citoyens souverains, un groupe d'extrémistes anti-gouvernementaux. Alors qu'ils traversent le pays, ils croisent John Bouchart, le chef de police d'une petite ville de l'Arkansas. Cela va provoquer une intense chasse à l'homme.

## Fiche technique
Sauf indication contraire, les informations mentionnées dans cette section peuvent être confirmées par les bases de données cinématographiques IMDb et Allociné,  présentes dans la section « Liens externes ».
- Titre original : Sovereign
- Réalisation et scénario : Christian Swegal
- Musique : James McAlister
- Décors : Emma Rose Mead
- Costumes : Amanda Wing Yee Lee
- Photographie : Dustin Lane
- Montage : David Henry
- Production : Nick Moceri
- Sociétés de production : All Night Diner ; en association avec Concourse Media, Valecroft et Rockhill Studios
- Société de distribution : Briarcliff Entertainment (États-Unis)
- Budget : N/A
- Pays de production :  États-Unis
- Langue originale : anglais
- Format : couleur
- Genre : thriller
- Durée : 100 minutes
- Dates de sortie[1] :
  - États-Unis : 8 juin 2025 (festival de Tribeca)
  - États-Unis : 11 juillet 2025
- Classification[2] :
  - États-Unis : R

## Distribution
- Nick Offerman : Jerry Kane
- Jacob Tremblay : Joe Kane
- Thomas Mann : Adam Bouchart
- Nancy Travis : Patty Bouchart
- Martha Plimpton : Lesley Anne
- Dennis Quaid : le chef John Bouchart
- Ruby Wolf : Jess Bouchart
- Terry J. Nelson
- Megan Mullally
- Bobby Gilchrist
- Kezia DaCosta : Candace Jeffers
- Tommy Kramer

## Production

### Genèse et développement
En février 2023, Nick Offerman, Jacob Tremblay et Dennis Quaid sont annoncés dans le film.
En mai 2023, il est révélé que Briarcliff Entertainment (en) a acquis les droits de distribution pour l'Amérique du Nord durant  le festival de Cannes.

### Tournage
Le tournage se déroule à Fayetteville dans l'Arkansas en février 2024. Les prises de vues se déroulent également à Lincoln le même mois, puis le mois suivant à Springdale,.

## Sortie et accueil

### Dates de sortie
Sovereign est présenté au festival du film de Tribeca le 8 juin 2025. Il sort ensuite dans les salles américaines dès 11 juillet 2025, distribué par Briarcliff Entertainment. Il sort en DVD sur le sol américain le 26 août 2025 chez Universal Pictures Home Entertainment.

### Critique
Sur le site d'agrégation de critiques Rotten Tomatoes, le film obtient 94% d'avis favorables, pour 68 critiques. Le consensus suivant résumé les avis collectés : « Un thriller haletant qui révèle comment l'extrémisme réactionnaire peut mener à la destruction, Sovereign est dominé par la performance inoubliable et déjantée de Nick Offerman. » Sur le site Metacritic, qui utilise une moyenne pondérée, le film obtient la note de 68⁄100 pour 14 critiques.